# Eparchia di Astana e Almaty

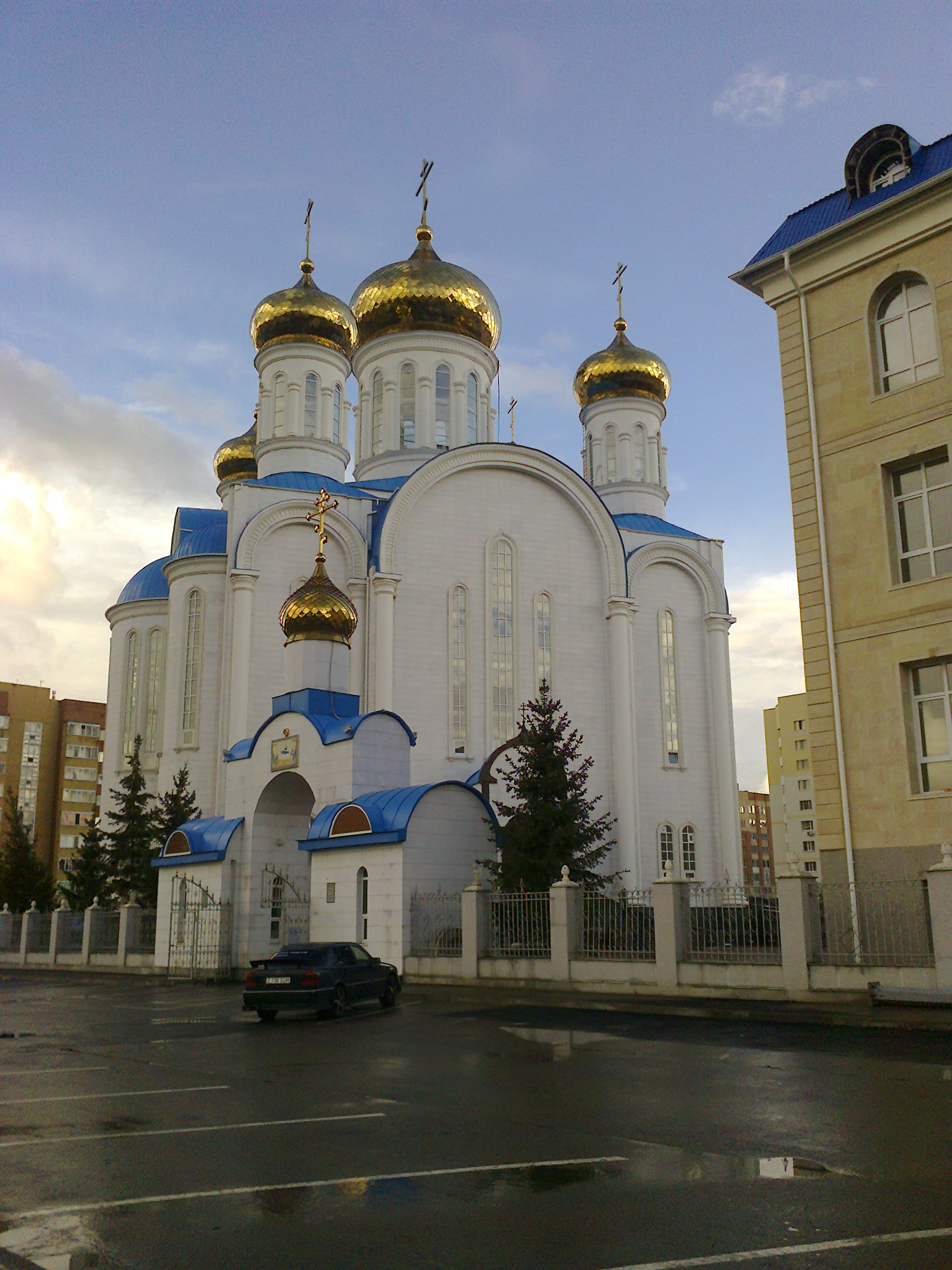
Cattedrale della Dormizione ad Astana

L'eparchia di Astana e Almaty è una delle dieci eparchie ortodosse russe in Kazakistan, che costituiscono il "Distretto metropolitano della Chiesa ortodossa russa nella Repubblica del Kazakistan" (in russo Митрополичий округ Русской Православной Церкви в Республике Казахстан?). L'eparchia è stata creata il 5 giugno del 1945 per decisione del Santo Sinodo della chiesa ortodossa russa ricavandone il territorio dall'eparchia del Turkestan. La nuova eparchia riunisce le parrocchie ortodosse presenti nella città di Astana e nella regione di Almaty, ha sede ad Astana, dove si trova la cattedrale della Dormizione. Ad Almaty si trova la concattedrale dell'Ascensione.

## Storia

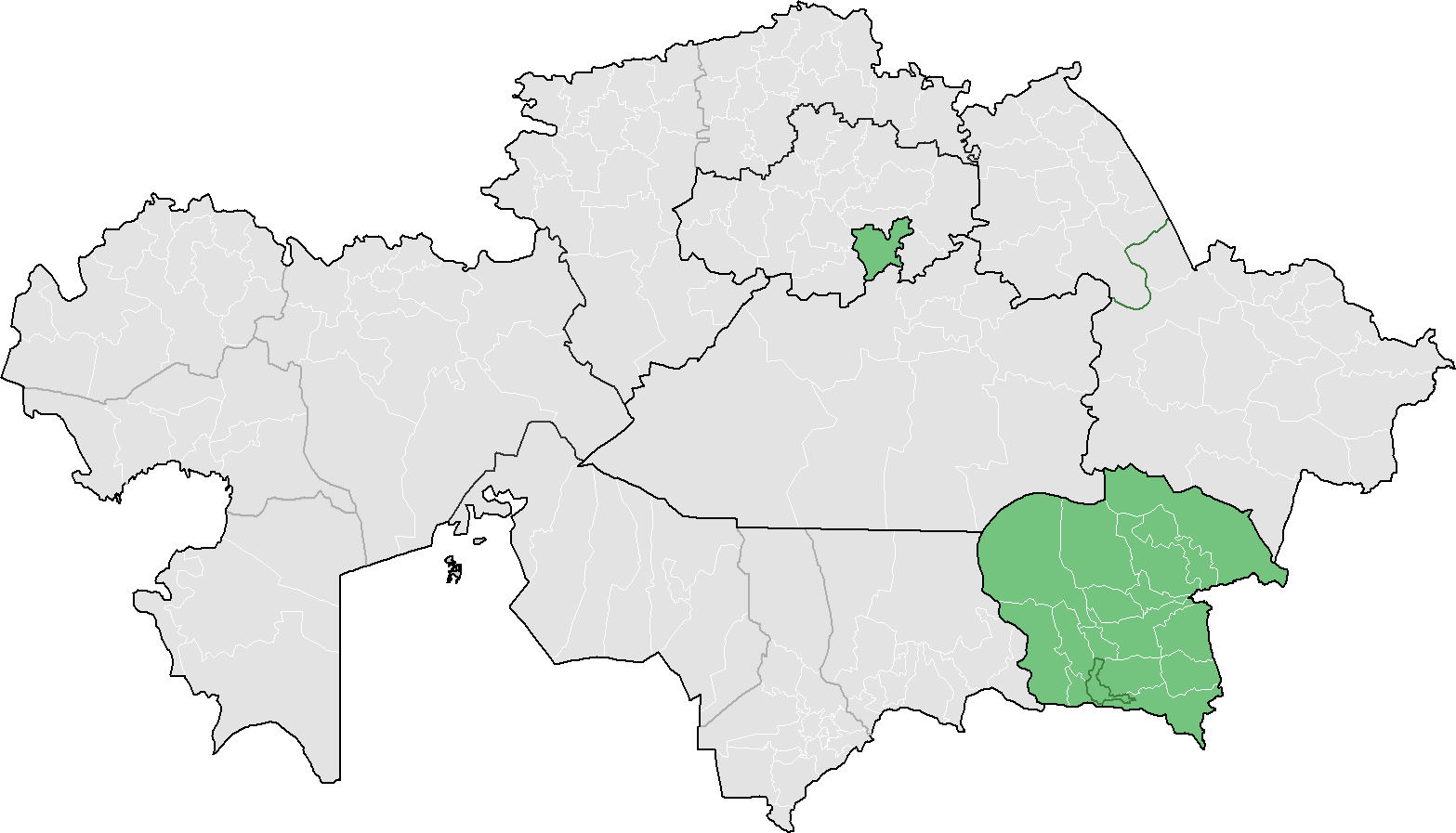
Territorio dell'eparchia

Nel 1871 venne creata l'eparchia del Turkestan, con sede nell'odierna Almaty. Il 5 giugno del 1945 sorse l'eparchia di Almaty con giurisdizione su tutto il Kazakhstan. Il 31 gennaio del 1991 l'eparchia è stata divisa in tre diocesi distinte: Almaty-Semipalatinsk, Uralsk-Aktobe e Shymkent-Astana.
Nel 1999 l'eparchia di Almaty-Semipalatinsk è stata rinominata "eparchia di Astana e Almaty", tenendo conto dello status di capitale di Astana. L'area della nuova eparchia è stata divisa in sei unità amministrative: le città di Astana e Almaty e le regioni di Almaty, Kazakistan Orientale, Pavlodar e Qaraǧandy.
Il 6 ottobre 2010 l'eparchia ha ceduto parte del suo territorio in favore dell'erezione delle eparchie di Pavlodar, Karaganda.